# Gilman Township (comté d'Osceola, Iowa)
Gilman Township est un township, du comté d'Osceola en Iowa, aux États-Unis,.
Le township est créé en 1884.

## Source de la traduction
- (es) Cet article est partiellement ou en totalité issu de l’article de Wikipédia en espagnol intitulé « Municipio de Gilman (condado de Osceola, Iowa) » (voir la liste des auteurs).